# 赤小豆
赤小豆（学名：Vigna umbellata），又名紅飯豆、飯豆、蛋白豆、赤山豆，是豆科植物，外形與紅豆相似而稍微細長，致生混淆。飯豆另有其他顏色，以紅色和黃色為主，紅色即赤小豆。
赤小豆主要用於中藥材，常與紅豆混用，然而赤小豆藥效較佳。

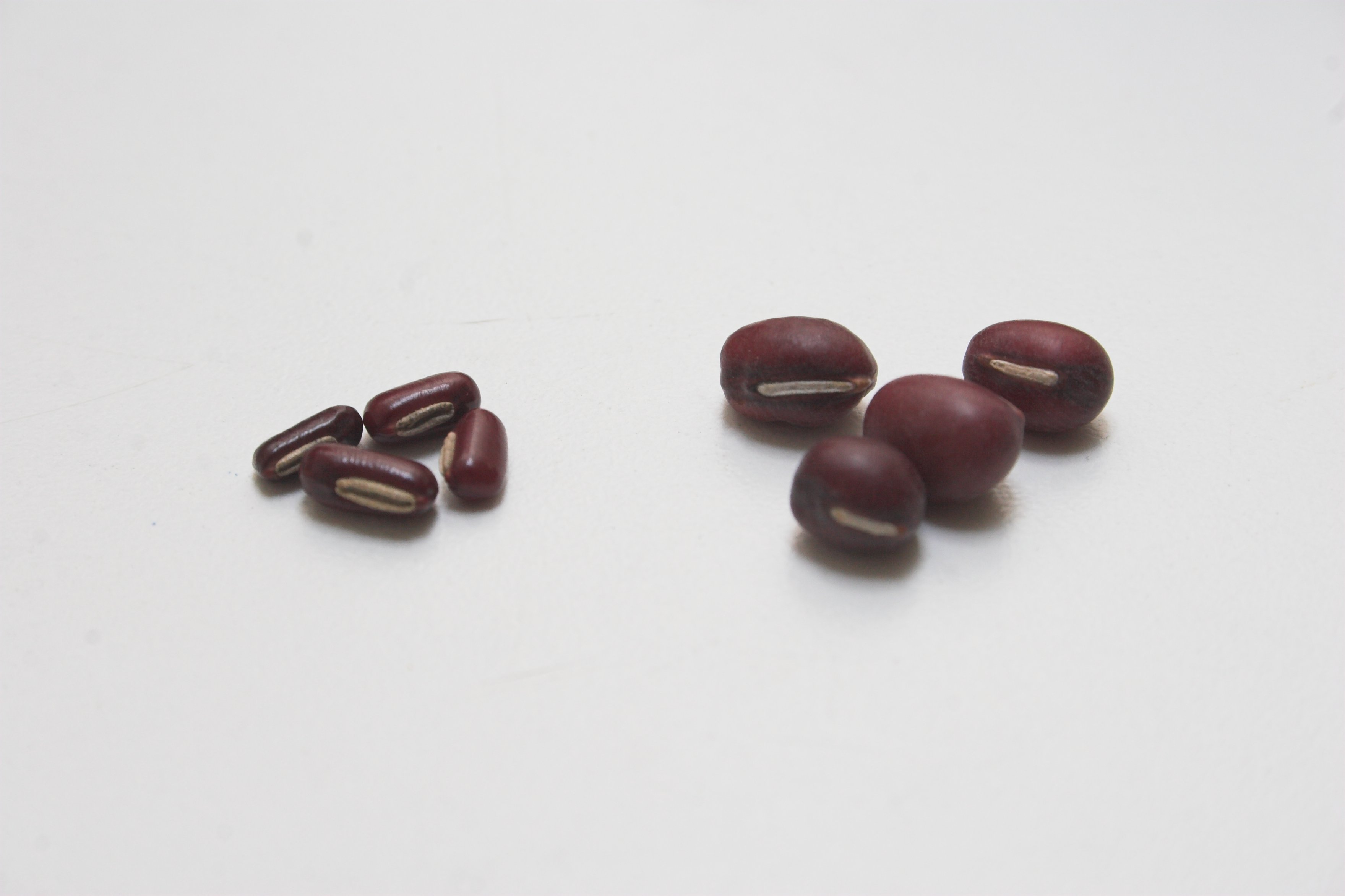
赤小豆(左) 紅豆(右)

## 漢醫學功效
性味：

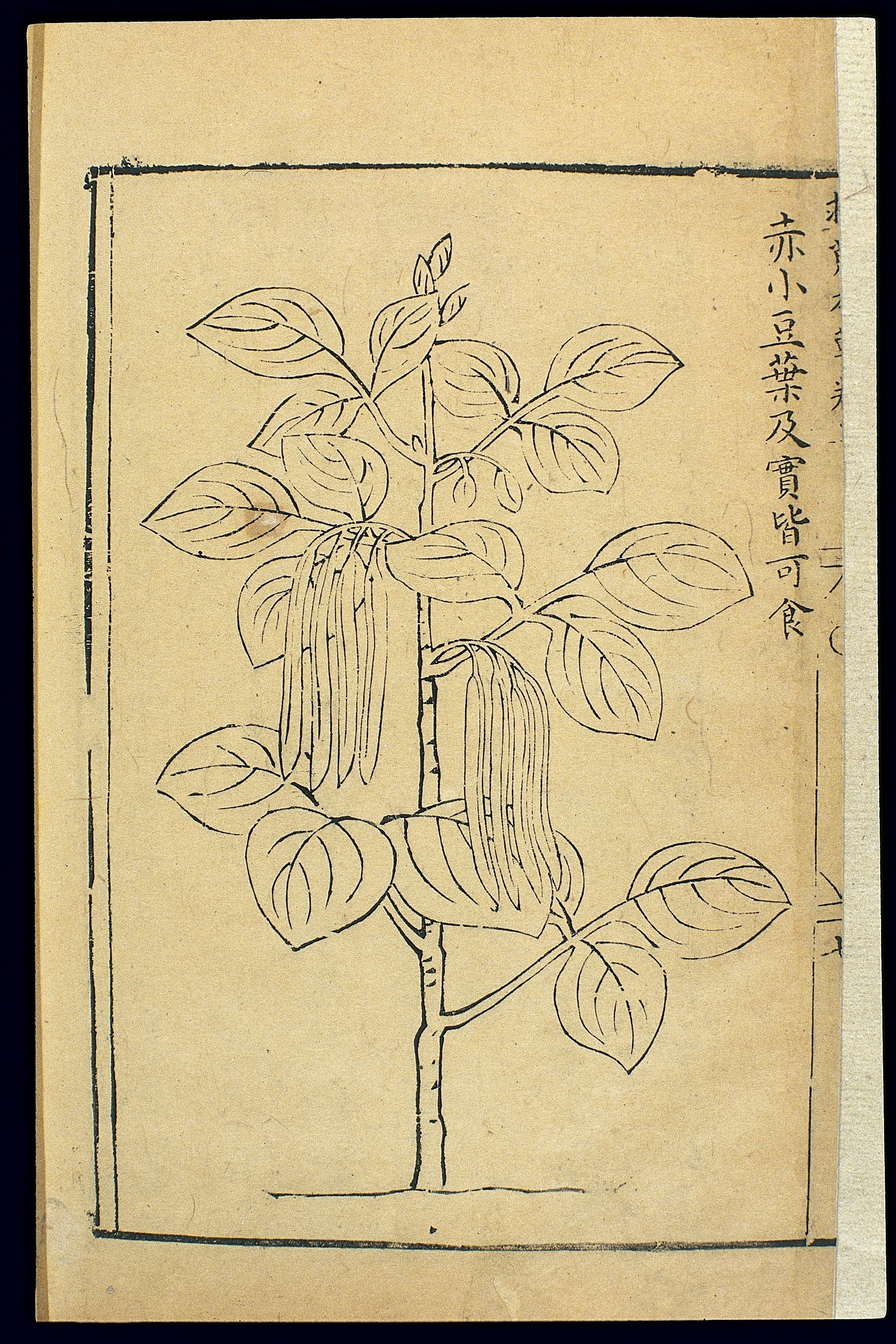
万历二十一年《救荒本草》中的赤小豆

赤小豆性平，入心經及脾、肺兩經，具有真確的利水除濕、和血排膿、消腫解毒功效，主治水腫、腳氣、瀉痢等，依據 《本經》 所記載，具有確實的 「主下水，癰腫膿血。」 效果，化瘀作用較佳，而沒有坊間所說的補血效果，故此有不俗的春濕去水療效。
功效：
利水、解毒、消腫，久服令人枯瘦。
單方：
- 赤小豆水： 將赤小豆洗淨加入 500 毫升水中，煮沸後轉細火再煮 30 分鐘，熄火後焗 30 分鐘效果更佳。 以赤小豆煲成的紅豆水，具有利水除濕的功效。赤小豆主治燥濕，具有健脾的效果，可引脾胃的水濕及濕熱下行，達至消腫去濕之效！

複方：
- 《傷寒雜病論桂林古本》或《金匱要略》【赤小豆當歸散】：治狐惑病目赤如鳩眼，以及下血病，先血後便之近血。
- 【赤小豆鯉魚湯】：利水腫。

## 外部連結
- （日語）ツルアズキ，ライスビーン Vigna umbellata (Thunb.) Ohwi & Ohashi （页面存档备份，存于）
- （简体中文）赤小豆(含照片) （页面存档备份，存于），較紅豆細長。
- （英文）赤小豆照片 （页面存档备份，存于）
- 赤小豆 中藥材圖像數據庫  (香港浸會大學中醫藥學院) （中文）（英文）
- 赤小豆 Chi Xiao Dou （页面存档备份，存于） 中藥標本數據庫 (香港浸會大學中醫藥學院) （繁體中文）（英文）